# Francisco Javier Mauleón Unsuain
Francisco Javier Mauleón Unsuain o Unsain (Vitòria, Àlaba, 16 de setembre de 1965) és un ciclista basc, ja retirat, que fou professional entre 1988 i el 1998.
Els èxits més importants de la seva carrera foren una victòria d'etapa a la Volta a Espanya de 1992 i la Pujada al Naranco de 1996. Una vegada retirat passà a treballar per la casa de bicicletes Compagnolo.

## Palmarès
- 1987
  - 1r a la Volta a l'Empordà
- 1988
  - 1r al Circuito Montañés
- 1988
  - 1r a la Volta a Aragó
- 1992
  - Vencedor d'una etapa de la Volta a Espanya
- 1996
  - 1r a la Pujada al Naranco

### Resultats a la Volta a Espanya
- 1989. 61è de la classificació general
- 1990. 47è de la classificació general
- 1991. 55è de la classificació general
- 1992. 9è de la classificació general
- 1993. 20è de la classificació general
- 1996. 18è de la classificació general
- 1997. 67è de la classificació general

### Resultats al Tour de França
- 1991. 21è de la classificació general
- 1992. 19è de la classificació general
- 1993. 16è de la classificació general
- 1995. Abandona
- 1997. 85è de la classificació general
- 1998. Abandona

### Resultats al Giro d'Itàlia
- 1990. 25è de la classificació general
- 1995. 19è de la classificació general